# Braux-Saint-Remy
Pour les articles homonymes, voir Braux et Saint-Remy.
Braux-Saint-Remy est une commune française située dans le département de la Marne, en région Grand Est.
Ses habitants sont appelés Brauxiens.

## Géographie
| Rapsécourt           | Élise-Daucourt   |           |
| Dampierre-le-Château | Braux-Saint-Remy | Châtrices |
|                      | Sivry-Ante       | Châtrices |

Braux-Saint-Remy est le seul village dans cette commune.

### Hydrographie
La commune est dans la région hydrographique « la Seine du confluent de l'Oise (inclus) à l'embouchure » au sein du bassin Seine-Normandie. Elle est drainée par le ruisseau de Braux, le Fossé 02 de la commune de Rapsecourt, le ruisseau de Braitel, le ruisseau de la Fontaine, le ruisseau de Saussis et divers autres petits cours d'eau,.

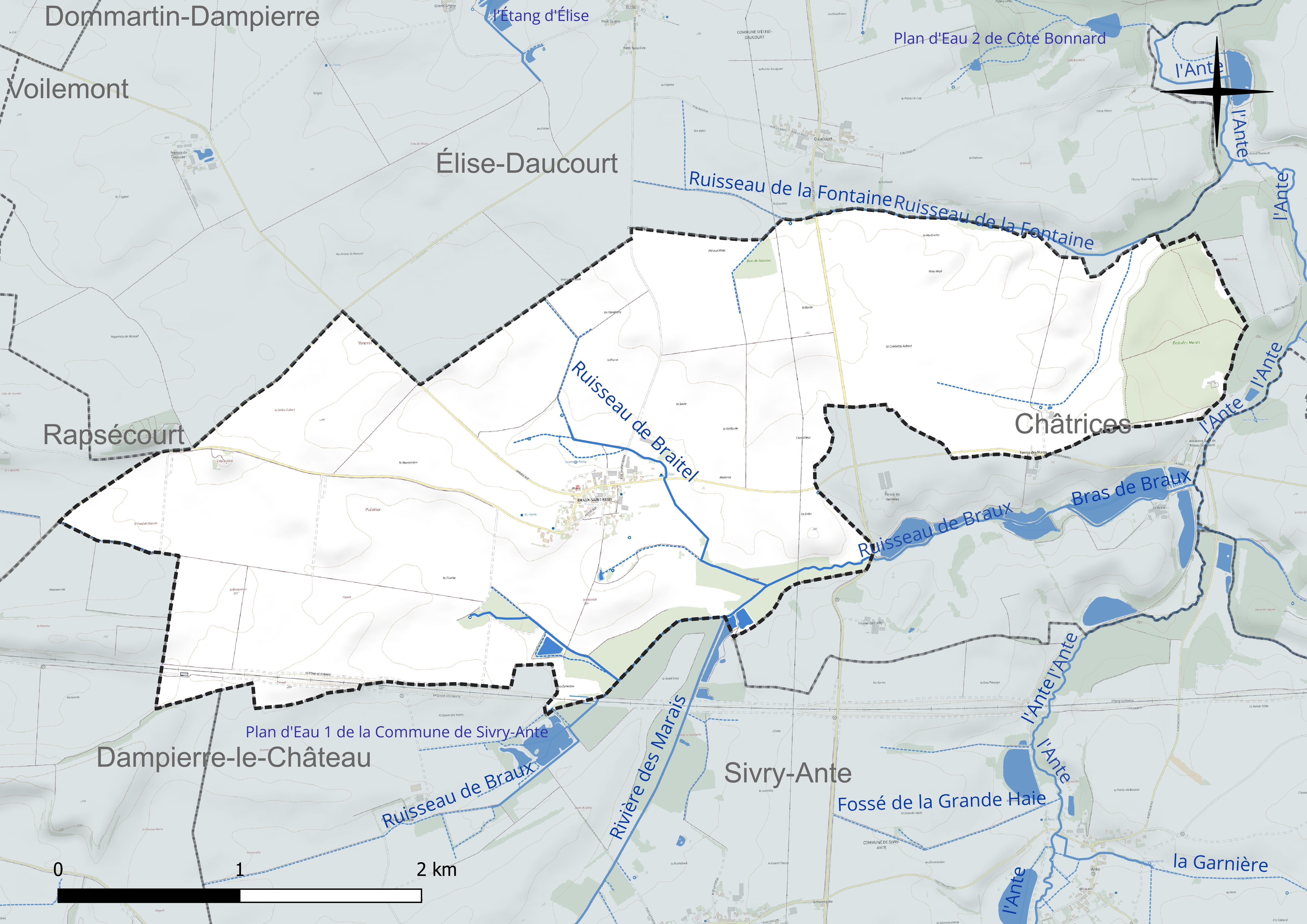
Réseau hydrographique de Braux-Saint-Remy.

### Climat
Pour des articles plus généraux, voir Climat du Grand Est et Climat de la Marne.
En 2010, le climat de la commune est de type climat des marges montargnardes, selon une étude du Centre national de la recherche scientifique s'appuyant sur une série de données couvrant la période 1971-2000. En 2020, Météo-France publie une typologie des climats de la France métropolitaine dans laquelle la commune est exposée à un climat océanique altéré et est dans la région climatique  Nord-est du bassin Parisien, caractérisée par un ensoleillement médiocre, une pluviométrie moyenne régulièrement répartie au cours de l’année et un hiver froid (3 °C). 
Pour la période 1971-2000, la température annuelle moyenne est de 10 °C, avec une amplitude thermique annuelle de 15,8 °C. Le cumul annuel moyen de précipitations est de 875 mm, avec 13,1 jours de précipitations en janvier et 9,1 jours en juillet. Pour la période 1991-2020, la température moyenne annuelle observée sur la station météorologique de Météo-France la plus proche, « Argers », sur la commune d'Argers à 5 km à vol d'oiseau, est de 10,9 °C et le cumul annuel moyen de précipitations est de 739,4 mm. 
La température maximale relevée sur cette station est de 41,1 °C, atteinte le 25 juillet 2019 ; la température minimale est de −17,5 °C, atteinte le 20 décembre 2009,,. 
Les paramètres climatiques de la commune ont été estimés pour le milieu du siècle (2041-2070) selon différents scénarios d'émission de gaz à effet de serre à partir des nouvelles projections climatiques de référence DRIAS-2020. Ils sont consultables sur un site dédié publié par Météo-France en novembre 2022.

## Urbanisme

### Typologie
Au 1er janvier 2024, Braux-Saint-Remy est catégorisée commune rurale à habitat dispersé, selon la nouvelle grille communale de densité à sept niveaux définie par l'Insee en 2022.
Elle est située hors unité urbaine. Par ailleurs la commune fait partie de l'aire d'attraction de Sainte-Menehould, dont elle est une commune de la couronne,. Cette aire, qui regroupe 50 communes, est catégorisée dans les aires de moins de 50 000 habitants,.

### Occupation des sols
L'occupation des sols de la commune, telle qu'elle ressort de la base de données européenne d’occupation biophysique des sols Corine Land Cover (CLC), est marquée par l'importance des territoires agricoles (91 % en 2018), une proportion sensiblement équivalente à celle de 1990 (91,1 %). La répartition détaillée en 2018 est la suivante : 
terres arables (87,7 %), forêts (6,4 %), zones agricoles hétérogènes (3,2 %), milieux à végétation arbustive et/ou herbacée (2,6 %), prairies (0,1 %). L'évolution de l’occupation des sols de la commune et de ses infrastructures peut être observée sur les différentes représentations cartographiques du territoire : la carte de Cassini (XVIIIe siècle), la carte d'état-major (1820-1866) et les cartes ou photos aériennes de l'IGN pour la période actuelle (1950 à aujourd'hui).

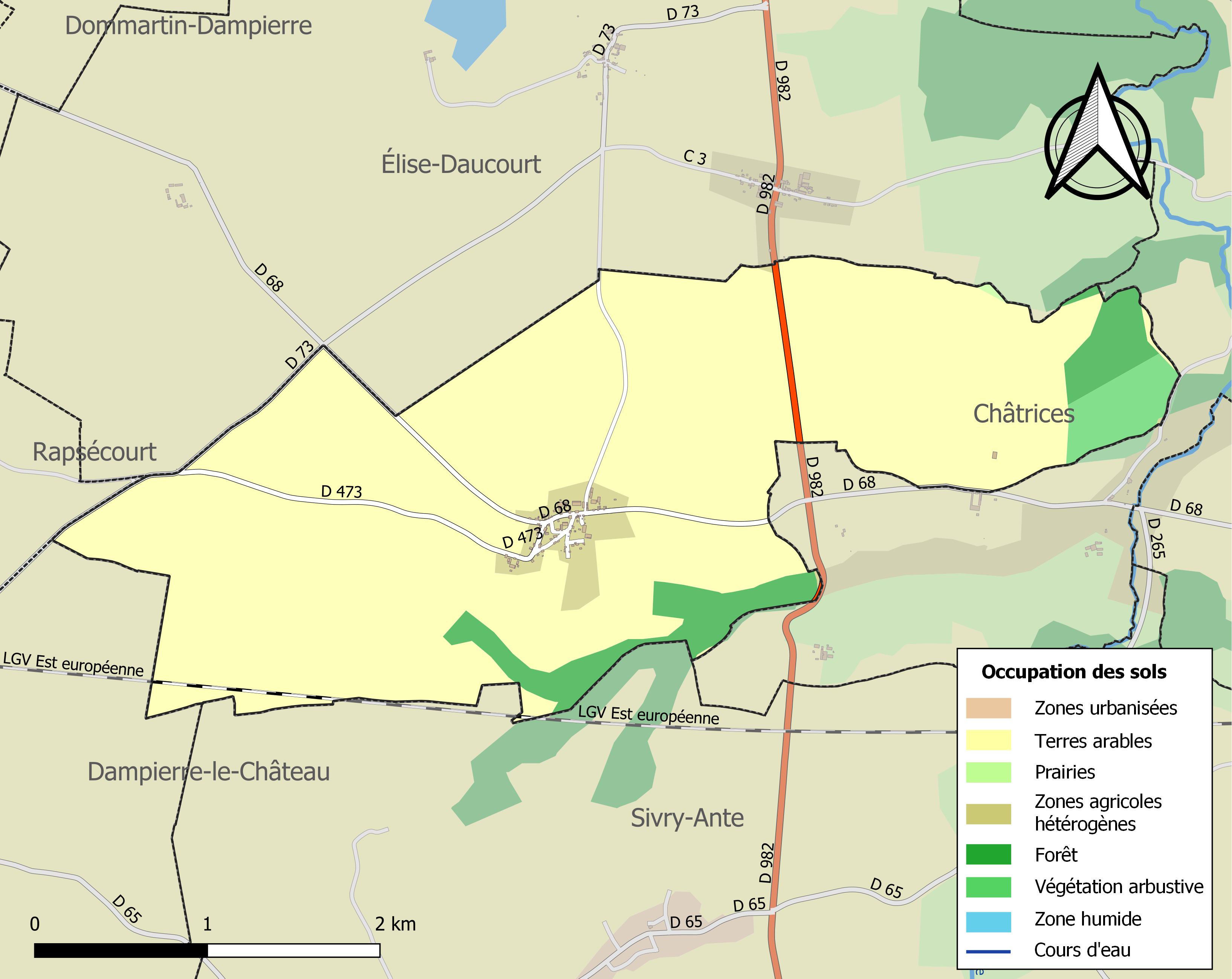
Carte des infrastructures et de l'occupation des sols de la commune en 2018 (CLC).

## Toponymie
Le nom de la localité est attesté sous les formes Brs (commencement du XIe siècle) ; Villa que dicitur Brous (1128) ; Braus (1132) ; Breox (1154) ; Brai (XIIe siècle) ; Braux (1206) ; Braus, villa Sancti Remigii Remensis (1239) ; Braus Sancti Remigii (1242) ; Broux (vers 1252) ; Brauz Sancti Rimagii (1296) ; Braus Saint-Remi (1312) ; Braudum Sancti Remigii (1320) ; Braux de lez Sainte-Meneheust (1326) ; Braux dit Saint-Remy, de lez Daucourt (1328) ; Braux Saint-Remi (1392) ; Brachus Sancti Remigii (1405) ; Braulx-Sainct-Remy (1509) ; Braccus Sancti Remigii (1542) ; Brauxval (1794).

| Durant la Révolution, pour suivre le décret de la Convention du 25 vendémiaire an II invitant les communes ayant des noms pouvant rappeler les souvenirs de la royauté, de la féodalité ou des superstitions, à les remplacer par d'autres dénominations, la commune change de nom pour Braux-Val-Cérès, puis Braux-Cérès. |

Le nom de Braux vient du terme de langue d'oïl bro, qui désigne un marc de raisin, mais aussi les boues, et qui est d’origine gauloise bracu et du bas latin Bracium signifiant aussi vallée. Le Gaulois *bracu ( plus exactement *brakus, brakōs) a d’abord désigné un « fond de vallée humide » puis un « marais ».  
Saint-Remy est un hagiotoponyme qui reproduit le surnom distinctif de l'église paroissiale.

## Politique et administration
Par décret du 29 mars 2017, l'arrondissement de Sainte-Menehould est supprimé et la commune est intégrée le 31 mars 2017 à l'arrondissement de Châlons-en-Champagne.

### Intercommunalité
La commune, antérieurement membre de la communauté de communes de la Région de Sainte-Menehould, est membre, depuis le 1er janvier 2014, de la communauté de communes de l'Argonne Champenoise.
En effet, conformément au schéma départemental de coopération intercommunale de la Marne du 15 décembre 2011, cette communauté de communes de l'Argonne Champenoise est issue de la fusion, au 1er janvier 2014,  de : 
- la communauté de communes du Canton de Ville-sur-Tourbe ;
- de la communauté de communes de la Région de Givry-en-Argonne ;
- et de la communauté de communes de la Région de Sainte-Menehould.

Les communes isolées de Cernay-en-Dormois, Les Charmontois, Herpont et Voilemont ont également rejoint l'Argonne Champenoise à sa création.

### Liste des maires
| Période                                  | Période                      | Identité                       | Étiquette | Qualité                        |
| ---------------------------------------- | ---------------------------- | ------------------------------ | --------- | ------------------------------ |
| Les données manquantes sont à compléter. |                              |                                |           |                                |
| 1807                                     | 1833                         | Étienne Dommanget              |           |                                |
| 1833                                     | 1840                         | Louis Éléonore Michel          |           |                                |
| 1841                                     |                              | Jean Louis Duflocq             |           |                                |
| Les données manquantes sont à compléter. |                              |                                |           |                                |
| 1856                                     | 1871                         | Jean Baptiste Auguste Blanchin |           |                                |
| Les données manquantes sont à compléter. |                              |                                |           |                                |
| 1977                                     | 2008                         | François Martin-Prin           |           |                                |
| 2008                                     | En cours (au 4 juillet 2014) | Nicolas Lerouge                |           | Réélu pour le mandat 2014-2020 |

## Démographie
L'évolution du nombre d'habitants est connue à travers les recensements de la population effectués dans la commune depuis 1793. Pour les communes de moins de 10 000 habitants, une enquête de recensement portant sur toute la population est réalisée tous les cinq ans, les populations de référence des années intermédiaires étant quant à elles estimées par interpolation ou extrapolation. Pour la commune, le premier recensement exhaustif entrant dans le cadre du nouveau dispositif a été réalisé en 2005.

En 2022, la commune comptait 81 habitants, en évolution de −5,81 % par rapport à 2016 (Marne : −1,19 %, France hors Mayotte : +2,11 %).
| 1793 | 1800 | 1806 | 1821 | 1831 | 1836 | 1841 | 1846 | 1851 |
| ---- | ---- | ---- | ---- | ---- | ---- | ---- | ---- | ---- |
| 132  | 136  | 169  | 147  | 164  | 182  | 181  | 183  | 170  |

| 1856 | 1861 | 1866 | 1872 | 1876 | 1881 | 1886 | 1891 | 1896 |
| ---- | ---- | ---- | ---- | ---- | ---- | ---- | ---- | ---- |
| 181  | 170  | 158  | 155  | 154  | 167  | 173  | 185  | 176  |

| 1901 | 1906 | 1911 | 1921 | 1926 | 1931 | 1936 | 1946 | 1954 |
| ---- | ---- | ---- | ---- | ---- | ---- | ---- | ---- | ---- |
| 172  | 163  | 143  | 128  | 134  | 113  | 127  | 109  | 85   |

| 1962 | 1968 | 1975 | 1982 | 1990 | 1999 | 2005 | 2006 | 2010 |
| ---- | ---- | ---- | ---- | ---- | ---- | ---- | ---- | ---- |
| 79   | 74   | 57   | 77   | 86   | 74   | 73   | 76   | 93   |

| 2015 | 2020 | 2022 | - | - | - | - | - | - |
| ---- | ---- | ---- | - | - | - | - | - | - |
| 87   | 79   | 81   | - | - | - | - | - | - |